# Hanns Barth
Hanns Barth, detto Johann "Hanns" Alois (Vienna, 22 febbraio 1873 – Vienna, 27 febbraio 1944), è stato un alpinista, giornalista e scrittore austriaco,  funzionario reale e membro della sezione austriaca del Club Alpino Tedesco Austriaco (DuOeAV),  dal 1920 al 1938 fu direttore del notiziario e della rivista del Club. Collaborò inoltre alla serie "Die High Tourist" nelle Alpi orientali e alla guida turistica di "Grieben" del Tirolo settentrionale fino al Brennero e al Vorarlberg. Nel 1933 scrisse l'introduzione al volume "Il mio bel Tirolo". Scrisse anche diverse opere liriche con temi alpini.

## Biografia
Nacque a Vienna ed era il fratello maggiore di Otto Barth, pittore. Si sposò con Emma (nata Fink, nipote di Hans Wödl). Hanns Barth divenne funzionario reale e membro della sezione austriaca del Club Alpino Tedesco Austriaco. Nel 1900, insieme a Eduard Pichl, attraversò tutte e tre le torri del Vajolet.  Divenne famoso come alpinista tra la fine dell'Ottocento e i primi decenni del Novecento per le sue ascensione della citata corona del Vajolet, della parete nord della Kleine Zinne, stabilendo l'ascesa come seconda prestazione di scalatore senza guida, l'impegnativa salita del Campanile Basso la cui guglia alla fine del secolo XIX era considerata un “ultimo grande problema” ed era chiamata da Hanns Barth il "Dente del Gigante delle Alpi Orientali" e nella rivista del Club Alpino Tedesco Austriaco del 1907 scrisse: “Liscia come un serpente, la torre di roccia selvaggia si erge per circa 300 m. È bello che gli alpinisti moderni abbiano abbastanza rispetto per questi orgogliosi mostri di roccia da non ucciderli completamente con funi metalliche, scale e ringhiere, segnando solo i suoi punti vulnerabili con qualche “perno” di ferro e qualche cordino“. Salì Carè Alto, il Wildgall, la Cima di Brenta e dell'Adamello su nuove vie fino allora mai praticate. Nel 1899 scalo la "Pichl-Riß" sulla Torre Delago nel Catinaccio con Eduard Pichl.
Fu ufficiale nella prima guerra mondiale nelle truppe alpine, dapprima come istruttore delle reclute nella formazione alpina d'alta quota e del corso per guide alpine presso il rifugio Regensburger Hütte, il cui comandante dell'unità era il tenente Gustav Jahn, tenente dei Kaiserjäger insieme allo stesso tenente Hanns Barth, e al cacciatore Angelo Dibona. Inviato sul fronte orientale fu ferito nei pressi di Leopoli. Fu redattore di riviste alpine e se sviluppò il turismo nella regione del Dachstein  promosse altresì la revisione del turismo d’alta quota nelle Alpi Orientali. Compì le prime ascensioni nel Gruppo del Brenta e fu compagno di cordata di Robert Lenk e Alfred von Radio-Radhis.Il 15 agosto del 1901 effettuò la terza salita della Guglia di Brenta con Ludwig Geißler.  Membro del Club Alpino Austriaco e del Club Alpino Tedesco Austriaco della Sezione austriaca di Vienna.  Hanns Barth dal 1920 al 1938 fu direttore del notiziario e della rivista del DuOeAV. Collaborò inoltre alla serie "Die Höhe Turiste nelle Alpi orientali" e alla guida turistica di Grieben del "Tirolo settentrionale fino al Brennero e al Vorarlberg". Nel 1933 scrisse l'introduzione al volume "Il mio bel Tirolo". Scrisse anche diverse opere liriche con temi alpini, redattore delle "Mitteilungen" e dello "Zeitschrift". Si suicidò il 22 febbraio del 1944.

## Carriera alpinistica
- 1892 Salita all'Unterberg, 1.342 m, (Alpi Gutenstein)
- 1894 Salita al Habicht, 3.277 m, (Alpi dello Stubai)
- 1997 Prima salita alla Cima della Finestra, 2.620 m, (Brenta)
- 1899 Prima salita al St.-Gallner-cima-cima ovest-parete nord "Pichl-Barth", 2.144 m, (Alpi dell'Ennstal)
- 1899 Quinta salita al Mitterspitz-parete sud con "variante d'uscita", II, 2.925 m, (monti del Dachstein)
- 1899 Prima salita al Delagoturm dalla Delagoscharte superiore "Pichlriß", IV, 2.790 m, (Torri del Vajolet, Catinaccio)
- 1899 Prima salita alle Torri del Vajolet,  Winklerturm, 2.800 m, Stablerturm, 2.805 m, Delagoturm, 2.790 m, IV+, (Catinaccio)
- 1899 Prima salita al Cimone della Pala-cresta nord-ovest, 3.184 m, (Pala, Dolomiti)
- 1899 Prima salita al Grosser Buchstein-parete nord, 2.224 m, (Gesäuse)
- 1900 Salita ai monti del Teufelshörnern
- 1901 Seconda salita al Torstein-pilastro sud, 2.947 m, (Monti del Dachstein)
- 1901 Terza salita al Campanile Basso (Guglia di Brenta) - via normale, IV/A0, 2.883 m, (Brenta)
- 1901 Prima salita al monte Carè Alto - cresta sud-est, 3.465 m, (Gruppo dell'Adamello-Presanella)
- 1901 Prima salita al Wildgall - cresta nord-est, II, 3.273 m, (Gruppo Vedrette di Ries)
- 1901 Terza salita all'Admonter Reichenstein - salita sud-ovest dalla Wildscharte, 2.247 m, (Gesäuse)
- 1902 Prima salita al Hochkesselkopf - cresta nord, 2.453 m, (Monti del Dachstein)
- 1902 Prima salita al Hochkesselkopf - parete est, 2.453 m, (Monti del Dachstein)
- 1905 Prima salita alla Cima di Ghes, cresta nord, (Brenta)
- 1909 Prima salita al Piz Selva - versante ovest - metà alta (oggi Pößnecker Steig), 2.941 m, (Gruppo del Sella)
- 1909 Prima salita al Piz Selva "via normale", discesa per il Pößnecker Steig, 2.941 m, (Gruppo Meisules, Sella Stock); seconda salita alla Kleine Zinne, parete nord "Innerkofler", 2.857 m, (Dolomiti di Sesto); prima salita alla Cima di Brenta "Barth-Führe", 3.151 m, (Benta); prima salita all'Adamello "Barth-Führe", 3.539 m, (Gruppo dell'Adamello-Presanella)[1][2]